# Ben Hardaway
Joseph Benson "Ben/Bugs" Hardaway (1897 - 1957) va ser un artista de storyboards, guionista, i director en diversos estudis d'animació nord-americans durant l'era daurada de l'animació.
Mentre treballava a Warner Brothers Cartoons durant els anys 30, Hardaway es va dedicar a escriure, i codirigir diversos treballs al costat de Cal Dalton la primera temporada que Friz Freleng va deixar Warner Bros. per treballar a Metro-Goldwyn-Mayer. El 1938, Hardaway va codirigir el primer curt on apareixia un personatge dibuixat per Bob Clampett., Happy Rabbit. El 1940 una versió desenvolupada del personatge seria batejada com Bugs Bunny, nom que un empleat de l'estudi posaria al conill utilitzant el malnom de Ben Hardaway.
El 1940, Hardaway es va unir al Walter Lantz Studio, on va crear el personatge més famós de l'estudi, Woody Woodpecker. Hardaway va escriure gran part dels curtmetratges de Woody entre 1940 i 1949, va fer a més la veu del personatge durant aquest període (Mel Blanc va fer la veu per als primers quatre curts: Knock Knock, Woody Woodpecker, The Screwdriver i Pantry Panic).
Hardaway va ser el guionista de la sèrie animada Pow Wow The Indian Boy, part del xou de Captain Kangaroo.